# Rolls-Royce Rangoon
Der Rolls-Royce Rangoon war ein Konzeptfahrzeug des britischen Luxuswagenherstellers Rolls-Royce, das in den frühen 1960er-Jahren im Rahmen einer Kooperation mit BMC entstand; ein technisch identisches Schwestermodell der Marke Bentley erhielt die Bezeichnung Bentley Bengal. Rolls-Royce untersuchte mit diesem Fahrzeug die Möglichkeiten, ein kleineres, preiswerteres Auto zu entwickeln, das unterhalb des großen Silver Cloud angesiedelt war. Der Rangoon/Bengal verwendete in erheblichem Umfang technische Komponenten von Großserienfahrzeugen. Er war eng mit dem BMC ADO17 verwandt. Die Entwicklung des Projekts wurde 1964 eingestellt, ohne dass ein fahrfertiger Prototyp aufgebaut worden war.

## Geschichte
1961 gab es bei Rolls-Royce Planungen für ein Fahrzeug im Größenbereich der oberen Mittelklasse, das sich in größeren Stückzahlen an ein jüngeres Publikum verkaufen lassen sollte. Rolls-Royce entwickelte daraufhin ein Luxusfahrzeug auf der Basis des Vanden Plas Princess 3 Litre, der seinerseits eine hochwertige Ausführung des BMC ADO53 war. Von dem als Bentley Java bezeichneten Fahrzeug entstand ein Prototyp, der 1962 vorgestellt und getestet wurde. Die Entwicklungsarbeiten wurden bereits wenige Monate später beendet, als BMC die Produktionseinstellung des Vanden Plas beschloss.
1962 zeichnete sich ab, dass BMC zwei Jahre später die bisherige, von Pininfarina gestaltete Baureihe ADO53 durch die neue Reihe ADO17 ersetzen würde. Sie sollte in verschiedenen Versionen von Austin, Morris und Wolseley angeboten werden. Anfänglich erwog BMC auch die Produktion einer Vanden-Plas-Version, die aber letztlich nicht realisiert wurde. 
Teile der Fahrgastzelle des ADO 17 verwendete BMC ab 1967 auch in der Oberklassenlimousine Austin 3 Litre. 

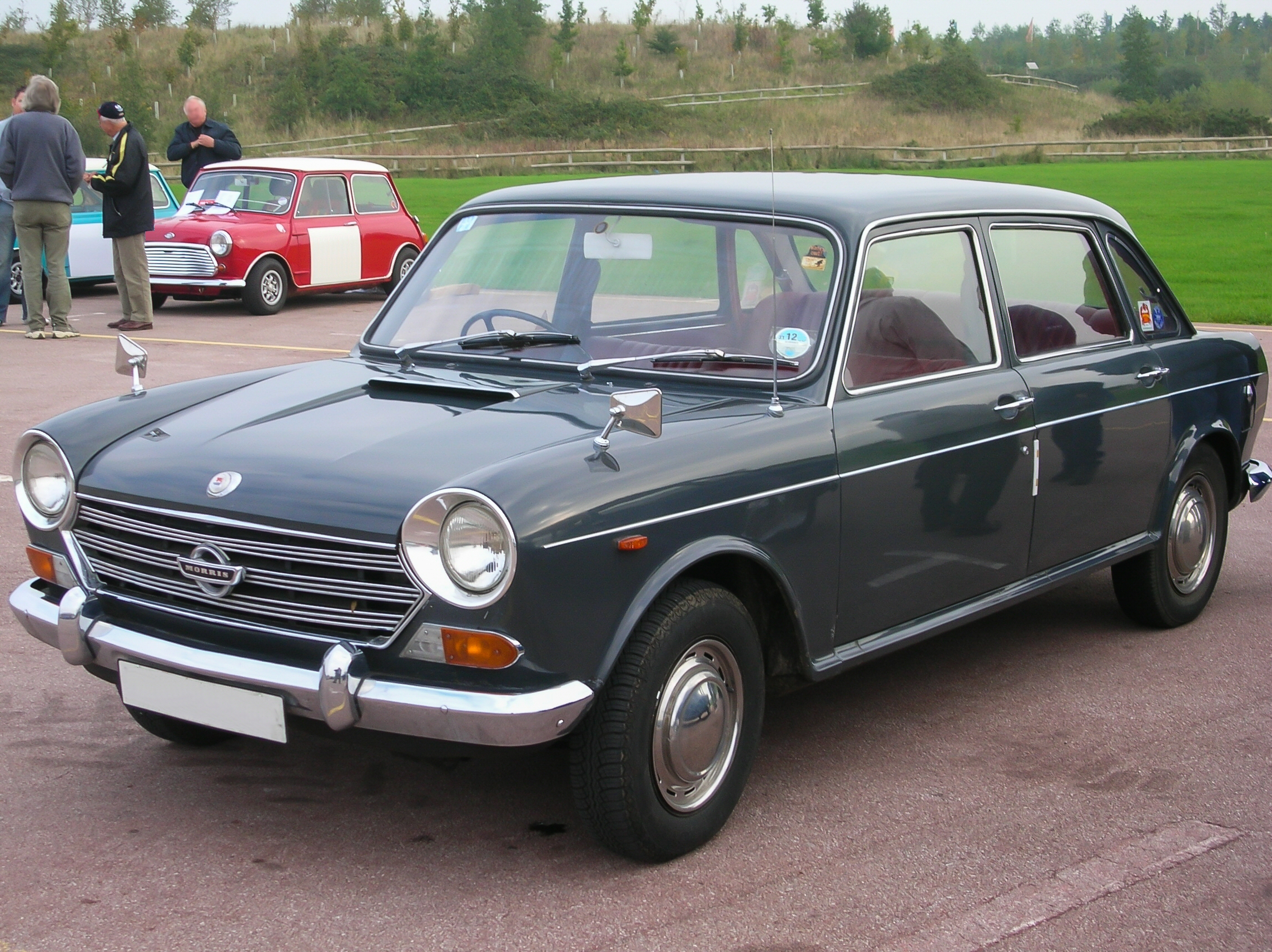
Lieferte die Fahrgastzelle für den Rangoon: Das Modell ADO17 von BMC (hier als Morris 1800)

Rolls-Royce griff das Konzept des ADO17 auf und entwickelte auf der Grundlage eine kleine Luxuslimousine, für die die Namen Rolls-Royce Rangoon und Bentley Bengal vorgesehen waren. Der Rangoon/Bengal bekam die unveränderte markante Fahrgastzelle des ADO17 mit all ihren Besonderheiten, zu denen insbesondere die großzügige seitliche Verglasung und die breiten Türen gehörten. Die Front- und Heckpartie waren dagegen eigenständig. An der Fahrzeugfront fanden sich die markentypischen Kühlergrills von Rolls-Royce oder Bentley, eingerahmt von nebeneinander angeordneten Doppelscheinwerfern. Die Gestaltung der Frontpartie nahm einige Elemente des späteren Rolls-Royce Silver Shadow vorweg. 
Als Antrieb des Rangoon/Bengal sollte ein 4,0 Liter großer Sechszylindermotor dienen, den Rolls-Royce eigenständig und ohne Rückgriff auf BMC-Komponenten entwickelt hatte. Der F60 genannte wechselgesteuerte Motor hatte einen Block aus Aluminium mit trockenen Laufbuchsen. Er leistete 175 bhp. (130 kW)
1963 und 1964 entstanden einige Stylingmodelle; fahrfertige Prototypen wurden indes nicht aufgebaut. 1964 mehrten sich die Zweifel bei Rolls-Royce, ob ein solches Fahrzeug gewinnbringend verkauft werden könnte. Die Zweifel machten sich in erster Linie an der Fahrgastzelle des ADO17 fest, die ohne weiteres erkennbar war und damit die Verwandtschaft des Modells mit einem Produkt der Großserie offenlegte. Rolls-Royce überarbeitete daraufhin die Gestaltung der Fahrgastzelle und insbesondere die Verglasung. Diese Arbeiten erhöhten die äußerliche Eigenständigkeit des Modells, machten das Fahrzeug aber teurer, da nun nicht mehr auf die kostengünstigen Großserienteile zurückgegriffen werden konnte. Die zu hohen Kosten waren schließlich der Grund dafür, dass das Projekt Rangoon/Bengal 1964 eingestellt wurde.
Einige Details des Karosserieentwurfs fanden sich bei dem 1965 vorgestellten Rolls-Royce Silver Shadow wieder. Auch der für den Rangoon/Bengal konstruierte Sechszylindermotor ging in die Serienfertigung ein. Er wurde ab 1964 im BMC-Oberklassemodell Vanden Plas Princess 4 Litre R eingebaut.
Fritz Feller, der Konstrukteur des Silver Spirit, beschrieb 1980 den Rangoon als gutes, aber teures Auto:
Sie haben mich vor ein paar Jahren einen kleinen Rolls-Royce bauen lassen. Ein wunderbares Auto. Dann haben wir kalkuliert, und er war so teuer wie ein normaler Rolls-Royce.